# 史公珽
史公珽（1302年—1348年）。字搢叟，号蓬庐处士，庆元府鄞县人，元朝学者、易学家，入元不仕。

## 生平
出自宋朝门阀东钱湖史氏。家学渊源，自小学通诸子百家经史，精研《易》理。文章引经据典、法则明晰，名重一时。在元朝不仕，隐居东钱湖畔数十年，以教书授学为业。在谈论到南宋末年内阁故事和忠臣义士死节抗敌的历史，必定会慷慨流涕。

## 家庭
今存文物《蓬廬處士史公墓誌銘》碑记载可知史公珽世系为：
- 史简
  - 史诏
    - 史师木
      - 史若渐（相史浩堂弟，相史嵩之祖父）
        - 史彌忞（史彌鞏之兄）[3]
          - 史望之
            - 史儀卿
              - 史遂伯
                - 史公珽，为史彦伯季子

有子史行可，登元末进士，明初洪武年间任山西按察副使。

## 代表著作
- 《蓬庐稿》
- 《易演义》，后有合为《蓬庐学易衍义》[5]
- 《象数发挥》[1]